# 梅尔·费恩索德
梅尔·费恩索德（英語：Merle Fainsod，1907年5月2日—1972年2月11日）美国政治科学家，以在公共行政方面的工作和对苏联的研究而闻名，曾任美国政治学会主席。他根据第二次世界大战期间德国國防軍缴获的文件撰写了《苏联治下的斯摩棱斯克》和《如何统治苏联》为美国的苏联研究奠定基础。费恩索德对物價管理局做了研究，还曾担任哈佛大学图书馆馆长。